# WIND BREAKER
《WIND BREAKER》(윈드브레이커)는 니이 사토루가 지은 일본 만화 시리즈이다. 2021년 1월부터 고단샤 매거진 포켓 만화 웹사이트에서 연재를 시작했다. 낱권책은 고단샤에서 발간하고 있다. 대한민국에서는 그동안 전자책으로만 나왔다가 2024년 11월부터는 종이책으로도 나오고 있다. CloverWorks가 제작한 애니메이션 TV 시리즈 제1기는 2024년 4월 4일부터 6월 28일까지 방영되었고, 제2기는 2025년 4월 3일부터 6월 20일까지 방영되었다. 대한민국에서는 대원방송 계열인 애니박스에서 먼저 자막으로 방영했으며 1기의 우리말 녹음은 2024년 7월 19일부터 8월 30일까지 매주 금요일 밤 11시에 방영했다. 2기의 우리말 녹음은 2025년 5월 16일부터 7월 11일까지 매주 금요일 밤 9시에 방영했다. 실사화 영화판은 2025년 12월 개봉될 예정이다.

## 목소리 출연
| 인물                         | 일본 성우         | 한국 성우 |
| ---------------------------- | ----------------- | --------- |
| 사쿠라 하루카(桜 遥)         | 우치다 유마       | 이주승    |
| 니레이 아키히코(楡井 秋彦)   | 치바 쇼야         | 임채빈    |
| 스오 하야토(蘇枋 隼飛)       | 시마자키 노부나가 | 장태혁    |
| 오토와 리츠(音羽 律)         | 신 유키           | 장태혁    |
| 스기시타 쿄타로(杉下 京太郎) | 우치야마 코우키   | 홍후백    |
| 우메미야 하지메(梅宮 一)     | 나카무라 유이치   | 권창욱    |
| 히이라기 토마(柊 登馬)       | 스즈키 료타       | 박준형    |
| 츠게우라 타이가(柘浦 大河)   | 카와니시 켄고     | 오건우    |
| 안자이 마사키(杏西 雅紀)     | 사카타 쇼고       | 오건우    |
| 키류 미츠키(桐生三輝)        | 토요나가 토시유키 | 서반석    |
| 타치바나 코토하(橘ことは)    | 하세가와 이쿠미   | 신나리    |
| 마츠모토 요다이(松本 陽大)   | 마츠오카 요헤이   | 김병현    |
| 타카나시 츠카사(高梨 司)     | 노가미 쇼         | 김병현    |
| 나가토 아츠시(長門 淳史)     | 후루야 아난       | 김병현    |
| 야나기다 지엔(柳田 慈円)     | 카와시마 레이지   | 이동윤    |
| 키리시마 시유(霧島 士佑)     | 본코바라 코우     | 신우철    |
| 카키우치 유리(柿内 侑凛)     | 코바야시 다이키   | 허성재    |
| 토네 한스케(利根 帆介)       | 타마루 아츠시     | 허성재    |
| 에노모토 타케시(榎本 健史)   | 무라타 타이시     | 박준원    |
| 토가메 조(十亀 条)           | 우메하라 유이치로 | 이현      |
| 아리마 유키나리(有馬 雪成)   | 미즈나카 마사아키 | 서원석    |
| 카누마 미노루(鹿沼 稔)       | 미네타 히로무     | 김태환    |
| 카가 렌지(加賀 廉二)         | 이시게 쇼야       | 김태환    |
| 쿠리타 준페이(栗田 順平)     | 스가와라 신스케   | 김태환    |
| 히다카 쇼고(日高 将吾)       | 키우치 타로       | 김태환    |
| 카지 렌(梶 蓮)               | 오카모토 노부히코 | 김현욱    |
| 토미야마 조지(兎耳山 丁子)   | 토야 키쿠노스케   | 이경태    |
| 사코 코타(佐狐浩太)          | 코바야시 치아키   | 정주원    |
| 콘고 타케루(金剛 尊)         | 사와시로 치하루   | 박주광    |
| 나토리 신고(名取 慎吾)       | 에노키 준야       | 이창민    |
| 모가미 타이시(最上 大志)     | 타치바나 타츠마루 | 채민혁    |
| 미요시 아키히토(美吉 彰人)   | 하타노 쇼         | 채민혁    |
| 츠바키노 타스쿠(椿野 佑)     | 오오사카 료타     | 정의한    |
| 나카무라 칸지(中村 幹路)     | 오키츠 카즈유키   | 원종준    |
| 나리타 시즈카(成田 しずか)   | 우에다 레이나     | 김진아    |
| 스즈리 슈헤이(硯 秀平)       | 하나에 나츠키     | 김민주    |
| 엔도 야마토(棪堂 哉真斗)     | 오노 다이스케     | 표영재    |
| 타키이시 치카(焚石 矢)       | 카미야 히로시     | 신용우    |